# Nogales (Cile)
Nogales  è un comune del Cile della provincia di Quillota nella Regione di Valparaíso. Al censimento del 2002 possedeva una popolazione di 21.633 abitanti.

## Società

### Evoluzione demografica
| Censimento del 1992 | Censimento del 2002 |
| 18.669 ab.          | 21.633 ab.          |